# País sícul
El país sícul (hongarès: Székelyföld [ˈseːkɛjføld]; romanès: Ţinutul Secuiesc; alemany: Szeklerland; llatí: Terra Siculorum) és la part oriental de Transsilvània, a Romania, habitada per la minoria hongaresa sícul. Se situa a les valls i turons de l'est dels Carpats. Administrativament es tracta dels comtats d'Harghita, Covasna i algunes parts de Mureş.
Originàriament, el nom País sícul denotava una regió autònoma dins de Transsilvània. Existí com a tal des de l'edat mitjana fins al Compromís Austrohongarès del 1867, quan els escons sículs i saxons es reemplaçaren amb el sistema de comtats. Junt amb Transsilvània, esdevingué part de Romania el 1920; es tornà a Hongria el 1940 i s'adjuntà a Romania de nou el 1945.

## Autonomia
Després de la Segona Guerra Mundial, es creà una Regió Autònoma Hongaresa l'any 1952, que incloïa la majoria del País sícul. Aquest estatus d'autonomia es tragué l'any 1968, durant el règim de Nicolae Ceaușescu. Després de la caiguda del comunisme s'esperava que la regió autonòmica es reinstal·lés, però no ocorregué.
Ara hi ha un moviment autonomista al país. Això sí, rep força oposició del govern central. L'actual president de Romania, Traian Băsescu, li va dir al llavors president d'Hongria (László Sólyom) que mai no acceptarà l'autonomia hongaresa.